# Svartfruktig knotterlav
Svartfruktig knotterlav (Trapeliopsis viridescens) är en lavart som först beskrevs av Heinrich Adolph Schrader, och fick sitt nu gällande namn av Coppins & P. James. Svartfruktig knotterlav ingår i släktet Trapeliopsis och familjen Trapeliaceae.  Arten är reproducerande i Sverige. Inga underarter finns listade i Catalogue of Life.